# Édouard Bisson
Édouard Louis Félix Bisson (Paris, 6 de abril de 1856 – Orgeval, 18 de julho de 1945) foi um pintor francês pré-rafaelita, especializado em retrato e cenas do cotidiano e pelas cenas românticas com mulheres em paisagens etéreas e estilizadas.
É o principal representante do academicismo da virada do século, pelo qual representou a beleza feminina durante o Fin de siècle.

## Biografia
Édouard nasceu em 1856, em Paris. Foi aluno de Jean-Leon Gérôme e apresentou regularmente exposições no Salão de artistas franceses, em particular quadros representando figuras femininas, ao gosto acadêmico da época. Recebeu menções honrosas em 1881 e 1889 e uma medalha de terceira classe em 1897 por seus trabalhos. Recebeu uma medalha de bronze na Exposição Universal de 1900 em Paris. Suas pinturas foram muito reproduzidas em gravuras e pela imprensa da época.
Em 5 de agosto de 1899, em Paris, ele se casou com a também pintora Frédérique Heyne, mais conhecida pelo nome de Frédérique Vallet-Bisson, com quem teve uma filha, Lucienne Bisson, também pintora. Em 1908, Édouard se tornou Cavaleiro da Ordem Nacional da Legião de Honra.

## Morte
Édouard continuou pintando e expondo seus trabalhos até bem perto de sua morte. Ele morreu em 18 de julho de 1945, em Orgeval, aos 89 anos.
A maioria de suas telas hoje se encontram no Museu de Arte de Bury, em Manchester, e na Galeria de Arte de Shipley, em Newcastle upon Tyne.

## Algumas obras
- Tales of the Old Shepherd, óleo sobre tela (exibido no Salão de 1899)
- L'Été, 1909, figure féminine, óleo sobre tela, 159 × 127
- La Cigale, figura feminina, óleo sobre tela
- Le Retour du printemps, figura feminina rodeada de borboletas
- La Caresse de l'été, figura feminina, óleo sobre tela, 73,7 × 50
- Premières fleurs du printemps, figura feminina, óleo sobre tela, 26 × 18
- Élégante à l'ombrelle, óleo sobre madeira, 46 × 32
- Portrait d'une élégante, óleo sobre tela, 1892 (vendido em França, 2009)
- Portrait de femme au bouquet, óleo sobre tela, 1898 (vendido em França, 2006)
- Basse cour au bord de la rivière, óleo sobre tela (vendido em França, 2005)
- Jeune femme préparant un vase de fleurs, óleo sobre tela, 1898 (vendido em França, 2004)
- Allégorie de l'amour, óleo sobre tela (vendido em França, 2003)
- Déesses dansant sur le Mont Olympe, óleo sobre tela, 1902 (vendido na Grã-Bretanha, 2003)
- Les Fleurs du matin, óleo sobre tela, 1903 (vendido nos Estados Unidos, 1996)

## Galeria

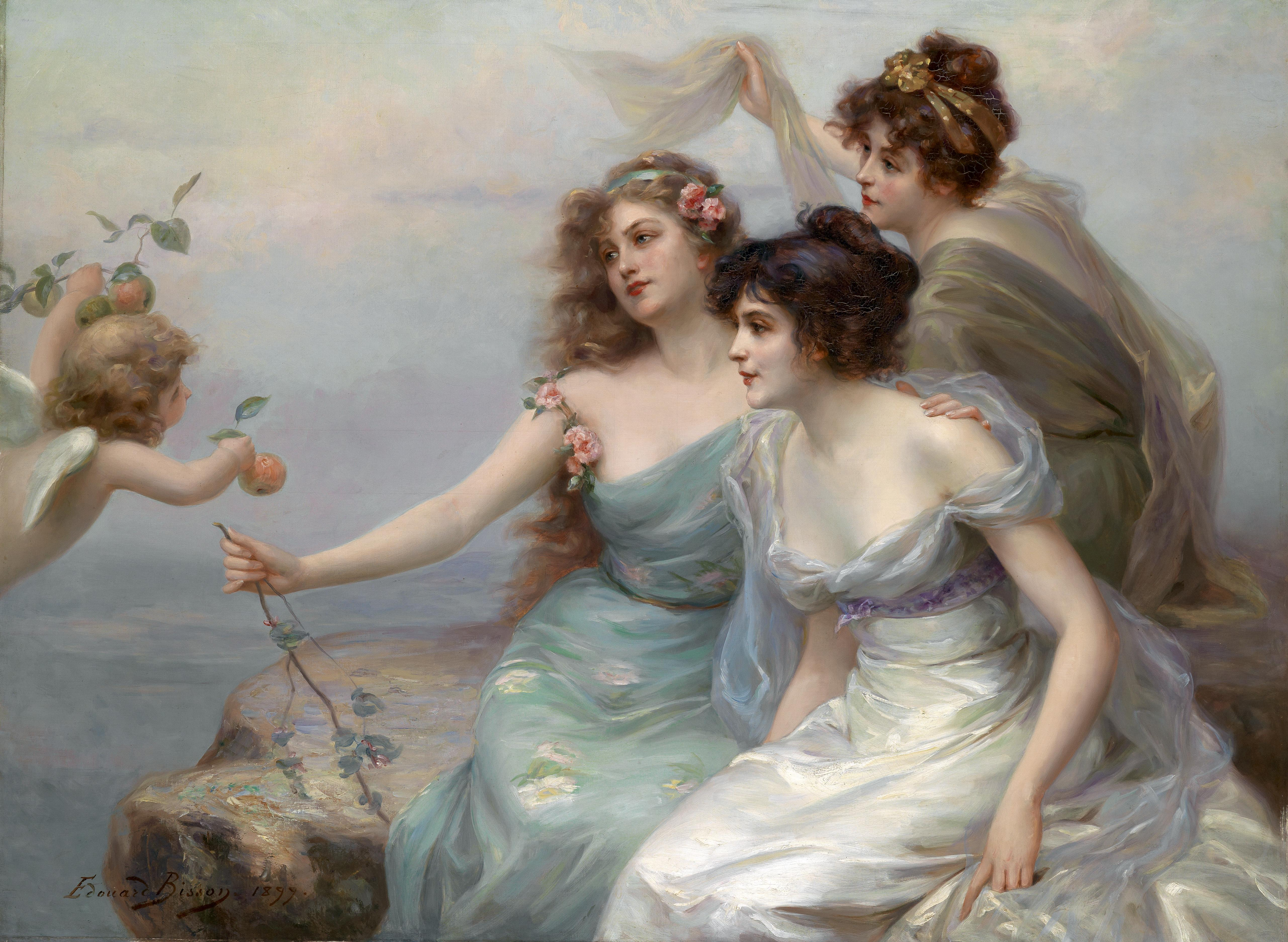
As três graças (1899)
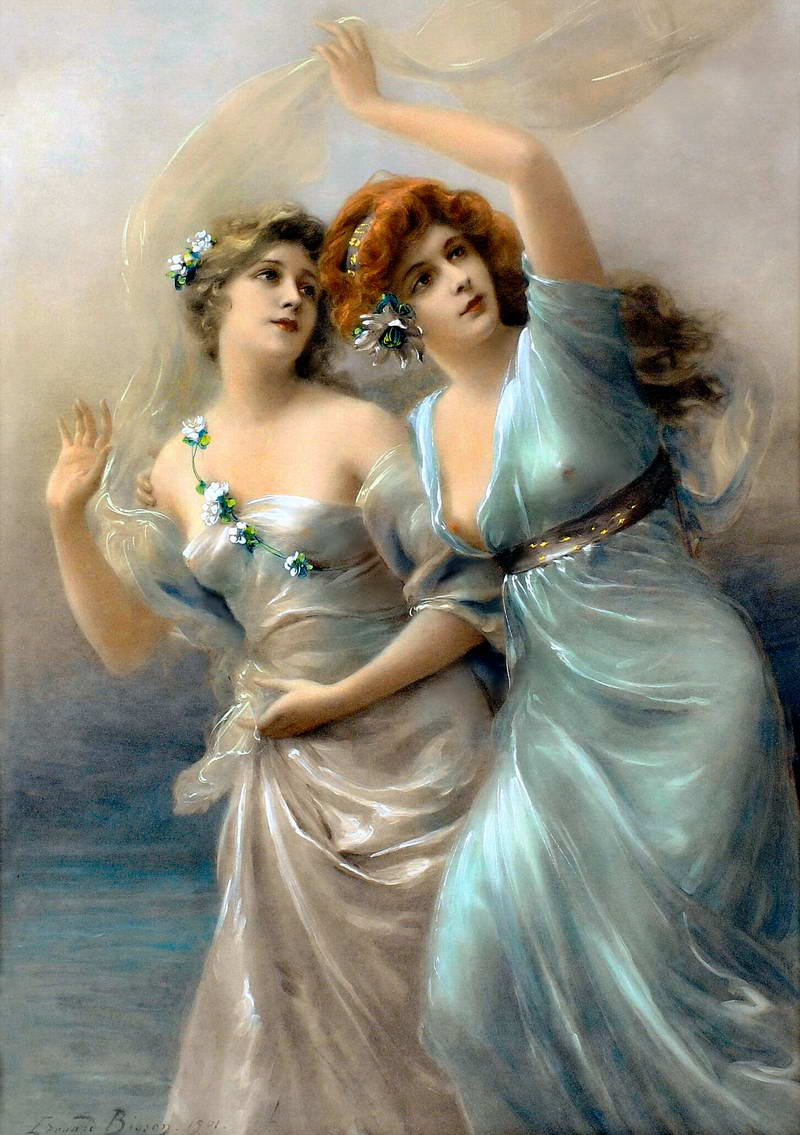
Les messagères de l'amour ("As mensageiras do amor")
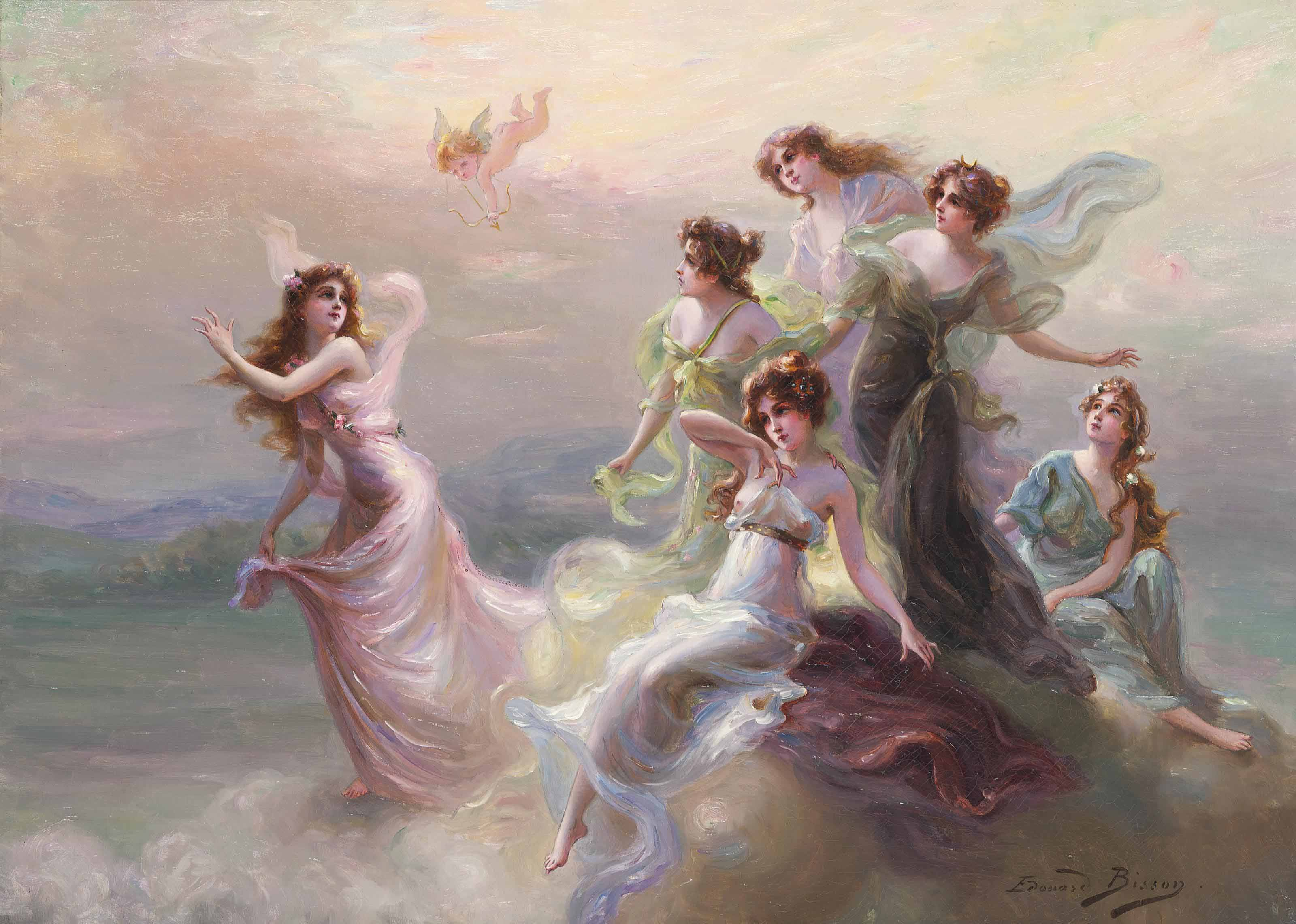
A dança das ninfas
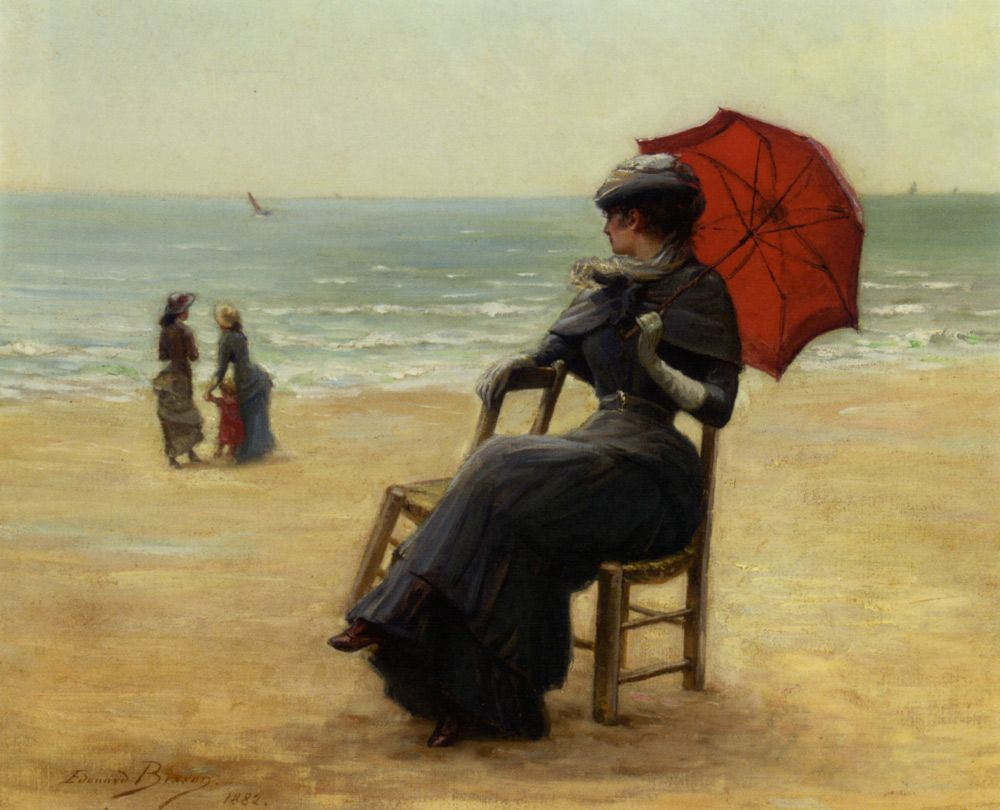
Assise au bord de mer
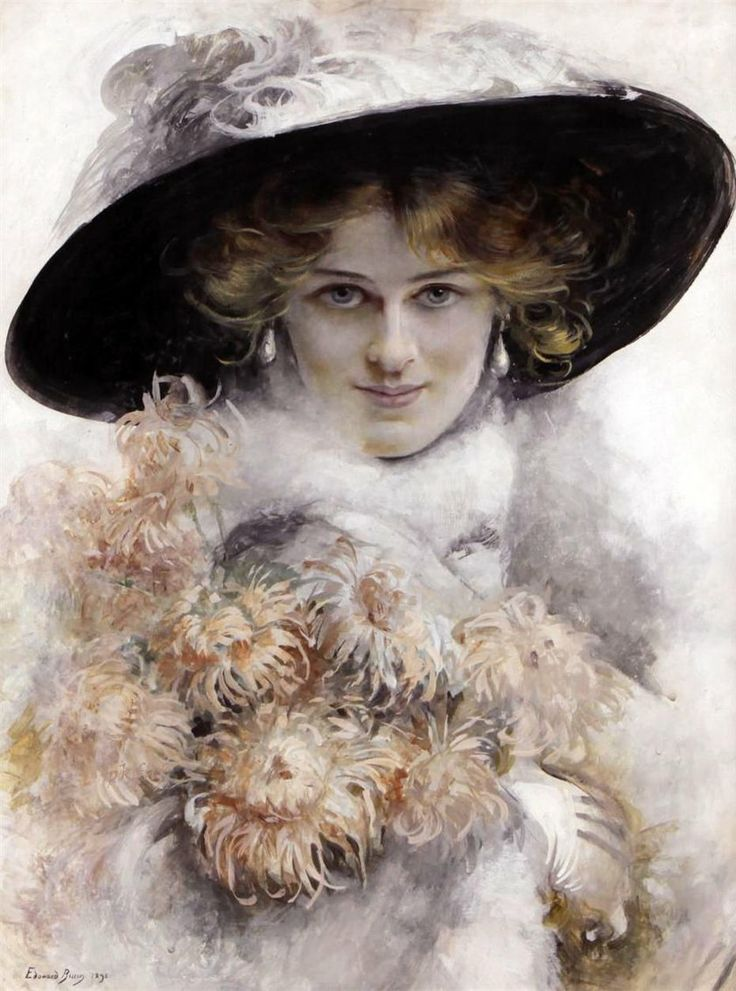
La dame au chapeau noir et au bouquet de fleur ("A dama do chapéu negro e do ramo de flores")
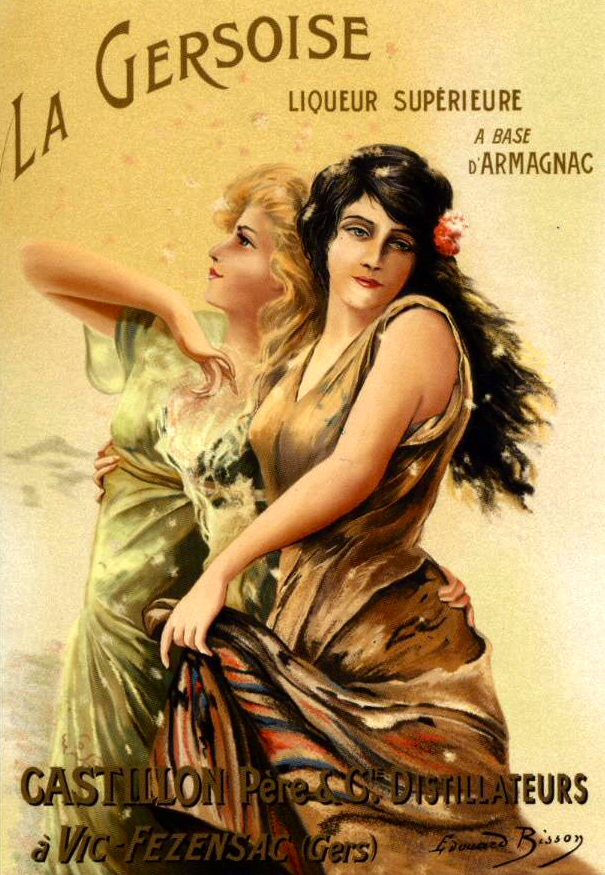
Cartaz publicitário para o licor La GERSOISE
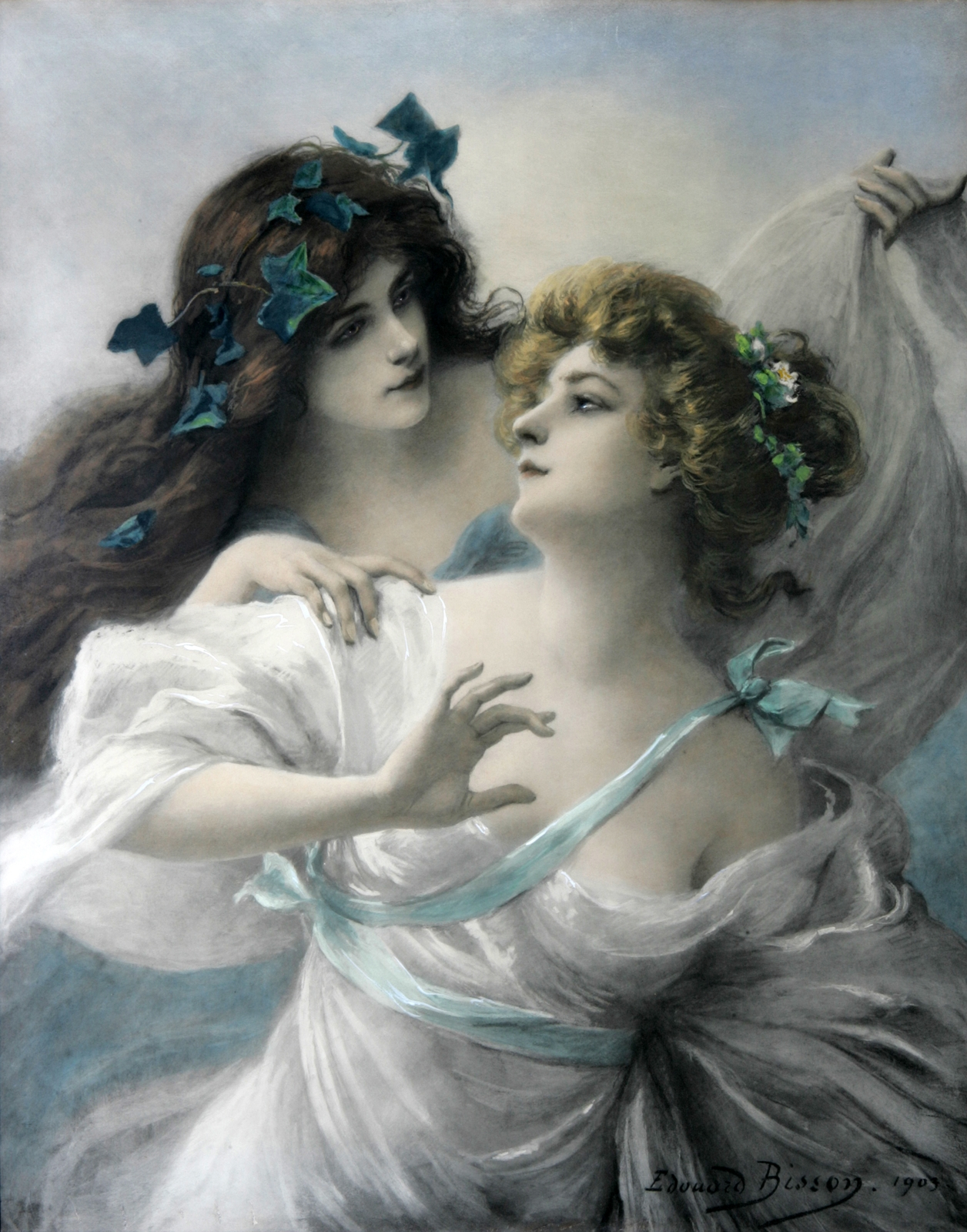
Duas virgens (1903)
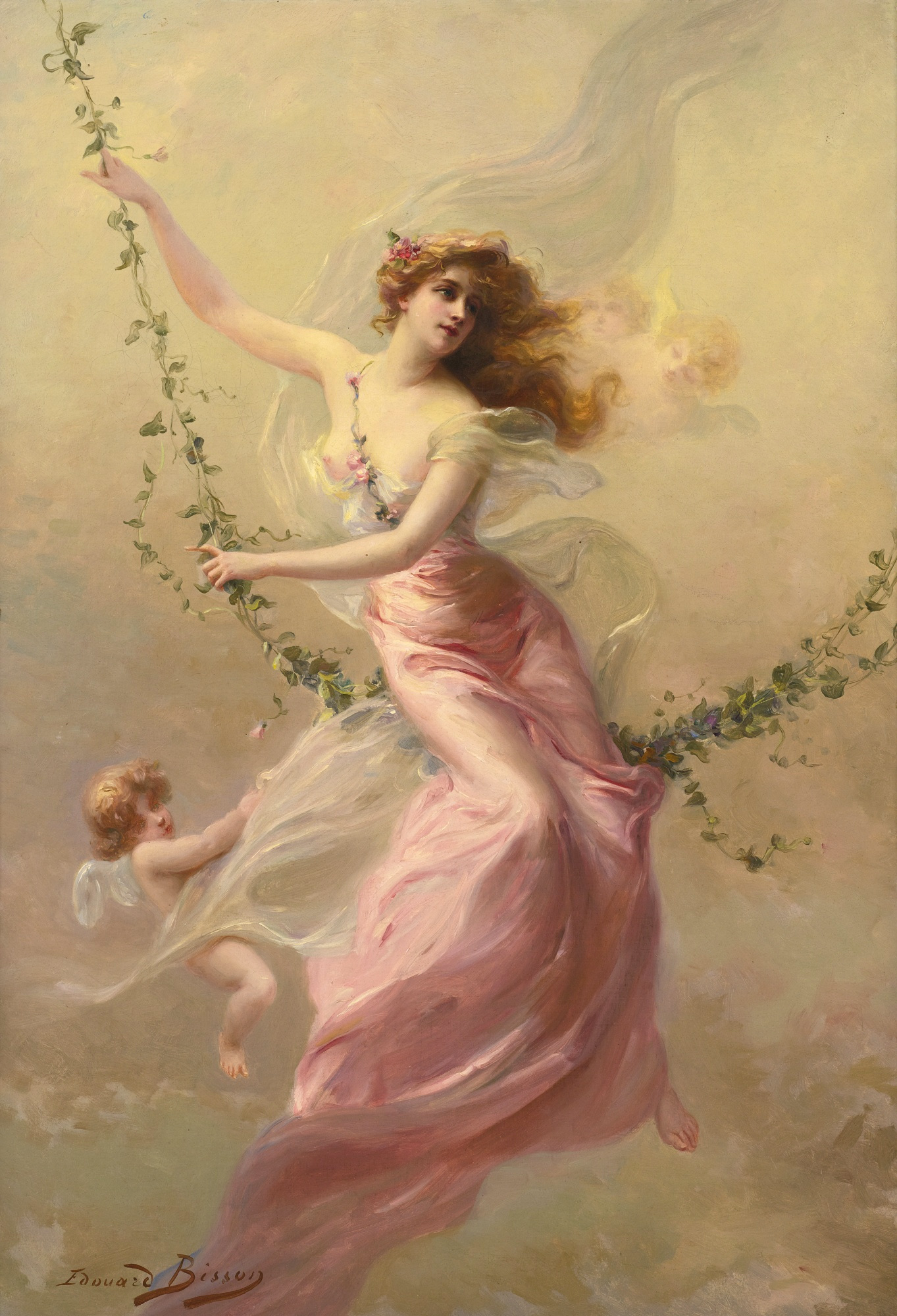
O balanço
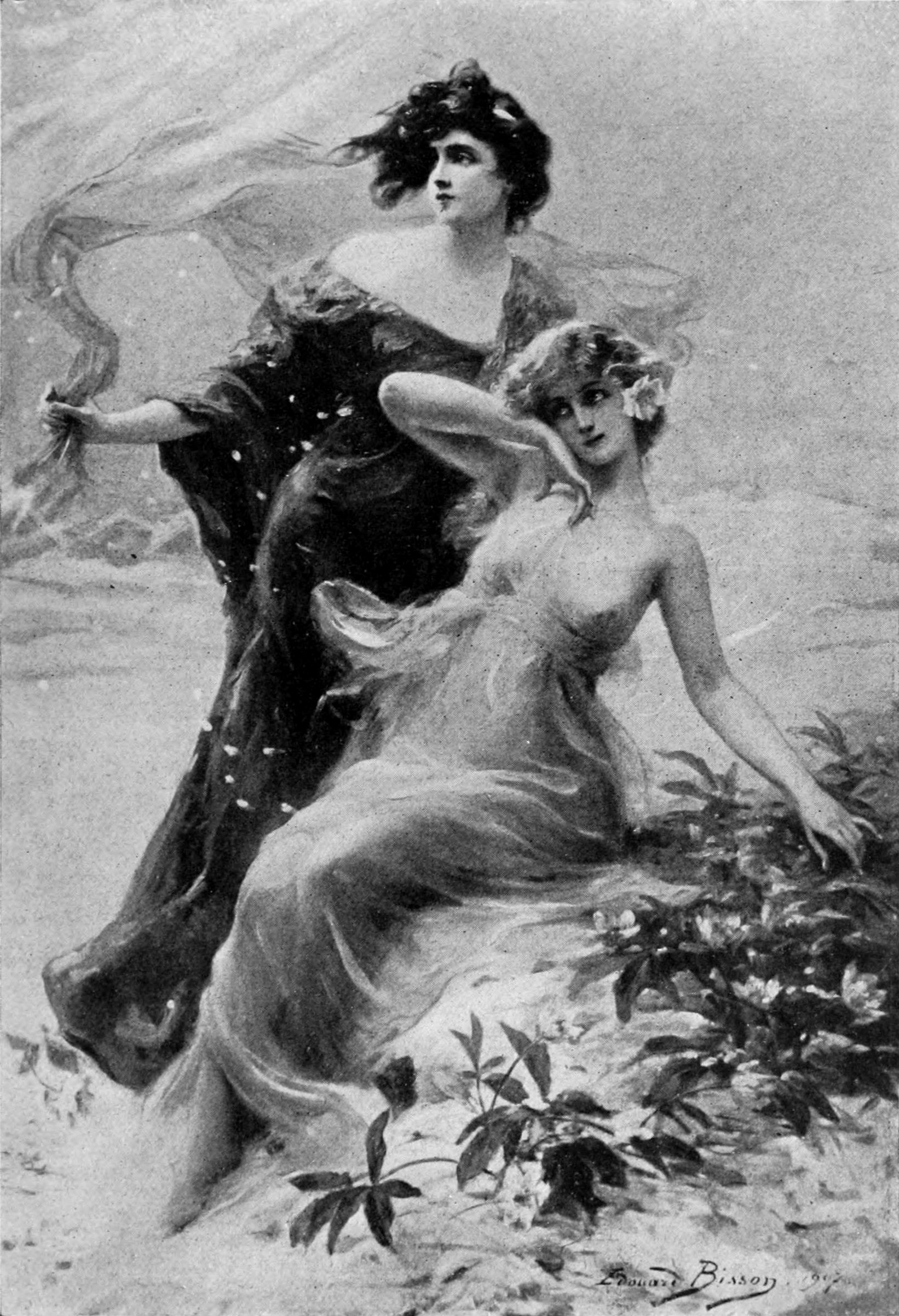
Roses de Noel ("Rosas de Natal")
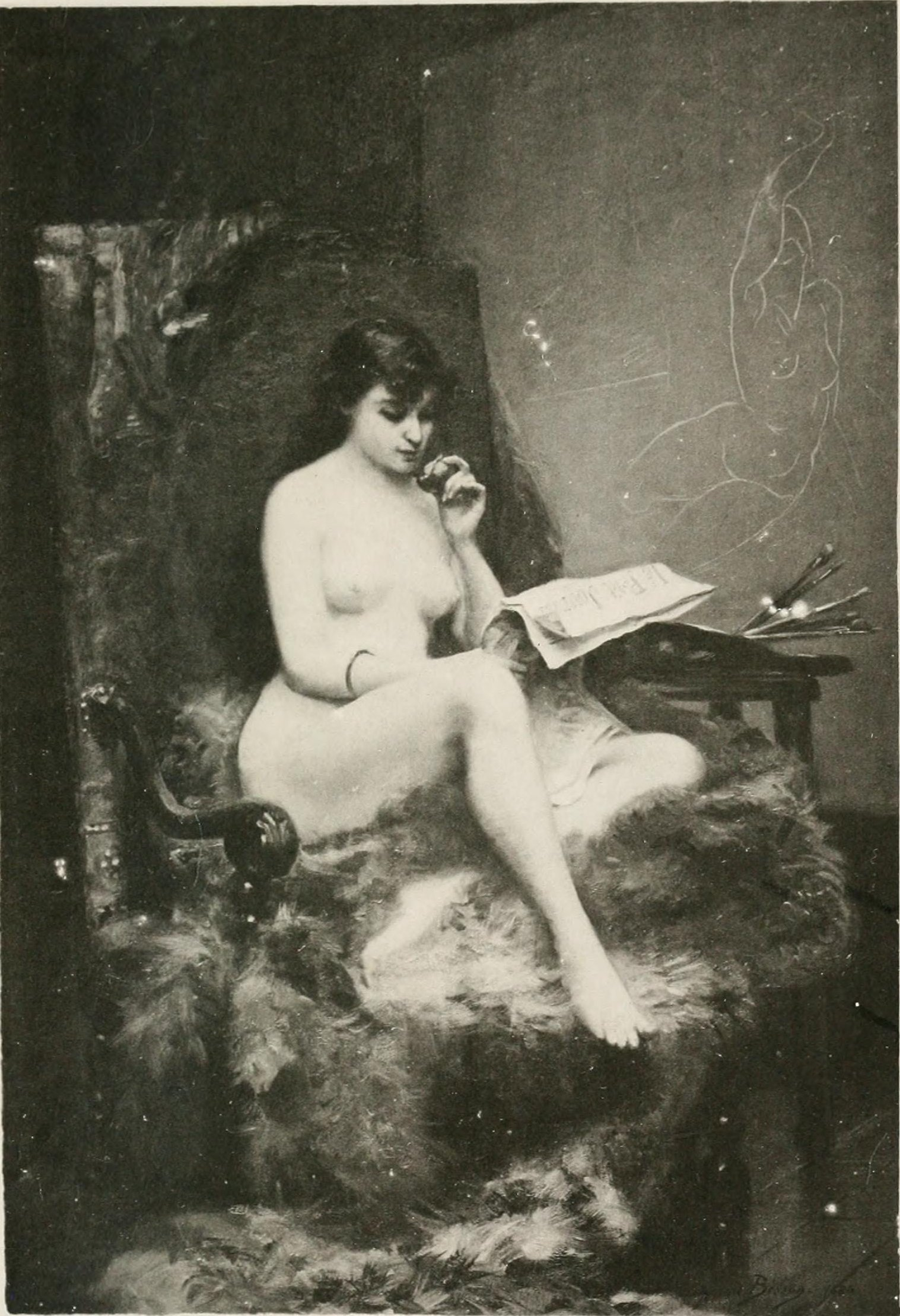
Un coin d'atelier ("Um canto do atelier")